# Bryconamericus arilepis

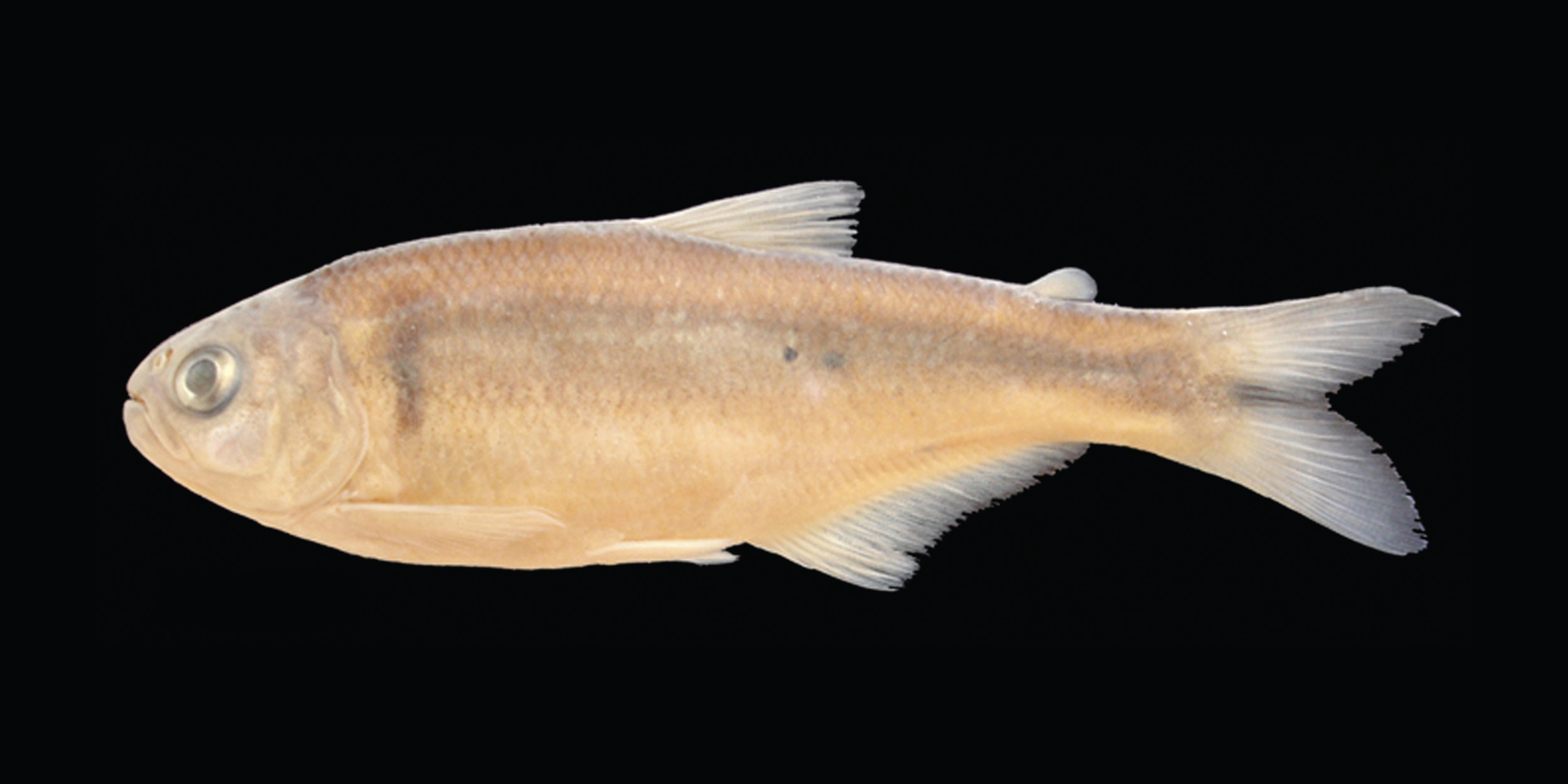
Espècimen de Bryconamericus arilepis.

Bryconamericus arilepis és una espècie de peix de la família dels caràcids i de l'ordre dels caraciformes.